# Blažena Sanča
Sanča (1180. – 13. ožujka 1229.) bila je portugalska infanta, jedna od kćeri portugalskoga kralja Sanča I. i njegove supruge, Dulce Aragonske. Sančin brat bio je kralj Alfons II. Portugalski. Sanča je bila članica portugalske kuće Burgundije.

## Beatifikacija
Infanta Sanča proglašena je blaženom – spomendan je 20. lipnja. Beatifikacija se zbila 13. prosinca 1705. godine.

## Samostan
Sanča je iskoristila svoje bogatstvo kako bi osnovala samostan, kao pobožna katolkinja. Infanta je umrla u samostanu sv. Marije.